# Фавер
Фавер (итал. Faver) — упраздённая коммуна в Италии, расположена в автономной области Трентино-Альто-Адидже, подчиняется административному центру Тренто. Ныне является фракцией коммуны Альтавалле. 
Является центром сообщества Валле-ди-Чембра.
Население коммуны, на 31.12.2015 года, составляло 849 человек, плотность населения — 90,06 чел./км². Коммуна занимала площадь 9,43 км². 
Почтовый индекс — 38030. Телефонный код — 0461.
Покровителями коммуны почитаются святые апостолы Филипп и Иаков Младший, день их памяти ежегодно отмечается 3 мая, и святой Валентин Интерамнский, день его памяти — 14 февраля.

## История
Муниципалитет Фавер был упразднён 1 января 2016 года, с целью создания новой коммуны Альтавалле. Она была создана путём объединения соседних муниципалитетов Фавер, Грауно, Грумес и Вальда.

## Демография
Динамика населения:

## Администрация коммуны
- Официальный сайт: http://www.comunefaver.it/